# DN65C
DN 65C este un drum național secundar din România, care leagă Craiova de Horezu (județul Vâlcea), în lungime de 111,400 km. 